# Ein Buch für die Stadt

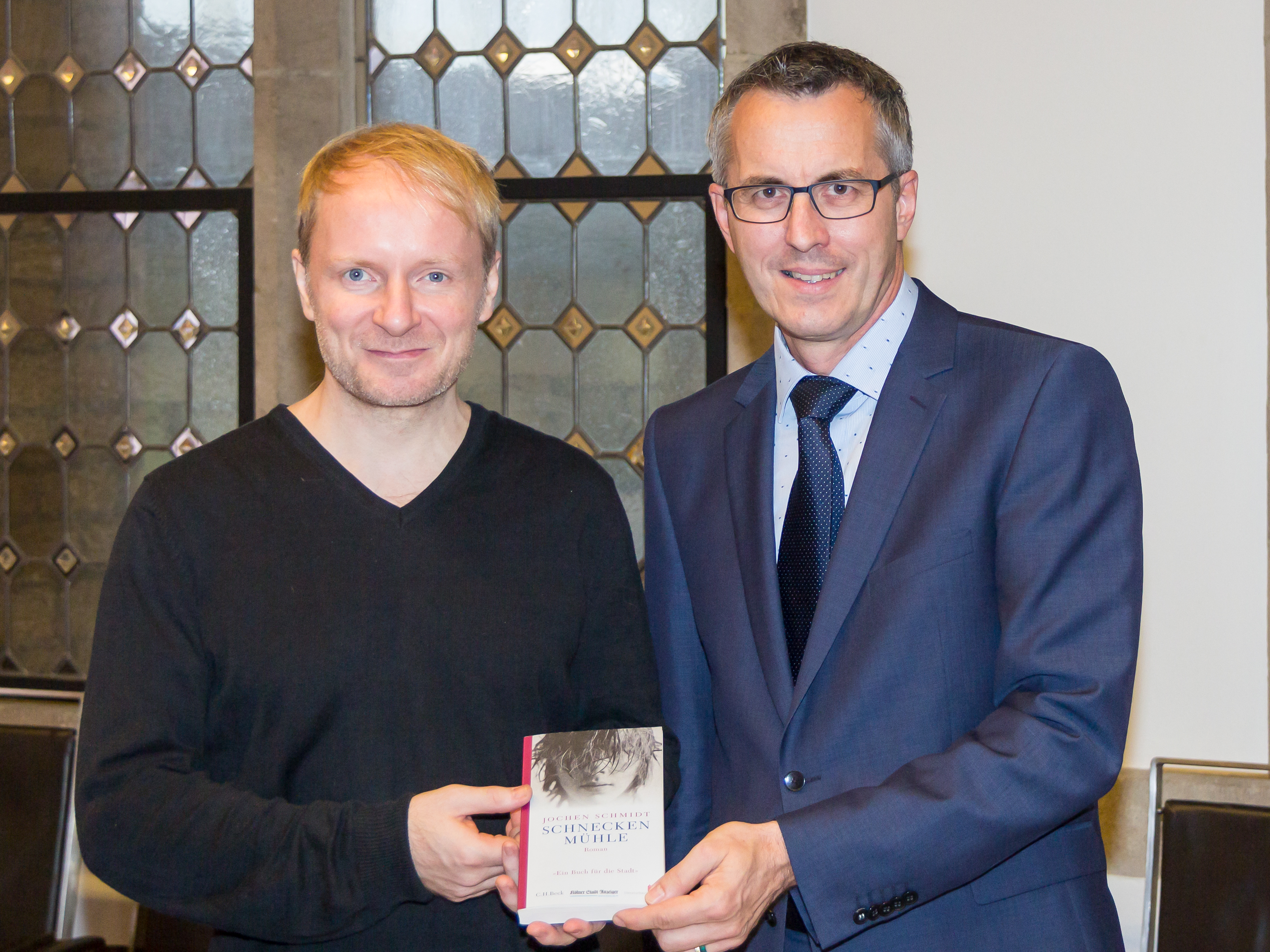
Jochen Schmidt und Bürgermeister Andreas Wolter präsentieren das Buch Schneckenmühle

Ein Buch für die Stadt ist ein ausgewähltes Buch, das im Rahmen einer Aktion seit 2003 jährlich zur Förderung der Literatur und des Literaturverständnisses in Köln und der Region zwischen Eifel und Bergischem Land in den Mittelpunkt gerückt wird. Die Initiatoren sind das Literaturhaus Köln und die Tageszeitung Kölner Stadt-Anzeiger.
Das von den Initiatoren im Frühjahr/Sommer ausgewählte Buch wird Gegenstand zahlreicher Veranstaltungen im Herbst des Jahres: Lesungen, Vorträge, Diskussionen, Theaterstücke, bis hin zu Essen in Restaurants oder Lesungen in der Straßenbahn. Jeder kann sich mit einer Aktion beteiligen, Einzelpersonen ebenso wie Literaturzirkel, Buchhandlungen oder Schulklassen.
Das ausgewählte Buch wird als Sonderausgabe aufgelegt und in den Buchhandlungen der Region zu einem besonders günstigen Preis verkauft.
Die bisherigen Bücher für die Stadt:
- 2003 Das kunstseidene Mädchen  von Irmgard Keun
- 2004 Wenn ein Reisender in einer Winternacht  von Italo Calvino
- 2005 Gefährliche Geliebte  von Haruki Murakami
- 2006 Schnee  von Orhan Pamuk. – Einige Monate nach Auswahl des Buches für 2006 wurde Orhan Pamuk mit dem Nobelpreis für Literatur ausgezeichnet. Einer der genannten Gründe war sein Roman Schnee.
- 2007 Die schöne Schrift  von Rafael Chirbes
- 2008 Nicht Chicago. Nicht hier. von Kirsten Boie
- 2009 Schnee in den Ardennen von Jürgen Becker
- 2010 Überm Rauschen von Norbert Scheuer
- 2011 Weißer Rabe, schwarzes Lamm von Jovan Nikolić
- 2012 Thymian und Steine von Sumaya Farhat-Naser und Ein schönes Attentat von Assaf Gavron
- 2013 Idylle mit ertrinkendem Hund von Michael Köhlmeier
- 2014 Schneckenmühle von Jochen Schmidt
- 2015 Eine Hand voller Sterne von Rafik Schami
- 2016 Erst grau dann weiß dann blau von Margriet de Moor
- 2017 Superhero von Anthony McCarten
- 2018 Vienna von Eva Menasse
- 2019 Lügnerin von Ayelet Gundar-Goshen, übersetzt von Helene Seidler
- 2020 Der Garten der verlorenen Seelen von Nadifa Mohamed
- 2021 Brüder von Jackie Thomae
- 2022 Sechzehn Wörter von Nava Ebrahimi
- 2023 Der nasse Fisch. Gereon Raths erster Fall von Volker Kutscher
- 2024 Dschinns (Die bösen Geiister der Vergangenheit) von Fatma Aydemir
- 2025 Liebe ist gewaltig von Claudia Schumacher[1]

## Ähnliche Aktionen
Ähnliche Aktionen werden unter verschiedenen Bezeichnungen in anderen Regionen und Städten durchgeführt:
- Eine Stadt liest ein Buch, ein allgemeiner Artikel
- Eine Stadt. Ein Buch. in Wien
- Frankfurt liest ein Buch in Frankfurt am Main

Das Junge Literaturhaus Köln, der Kölner Stadt-Anzeiger und die Stadtbibliothek Köln veranstalten jährlich eine Lesewoche für Kinder ab vier Jahren unter dem Titel Junges Buch für die Stadt. 